# Ahorn (bei Coburg)
Ahorn er en kommune i Landkreis Coburg i Regierungsbezirk Oberfranken i den tyske delstat Bayern. Den ligger ved den sydlige udkant af Coburg.

## Geografi
Ahorn ligger i den vestlige del af Region Oberfranken ved Bundesstraße 303, der går fra Coburg–Schweinfurt. Den består af landsbyerne : Ahorn, Finkenau, Hohenstein, Krebsmühle, Schafhof, Schorkendorf, Triebsdorf, Witzmannsberg, Eicha, Wohlbach, Ziegelhütte.
Ahorn hørt til Amt Ahorn i hertugdømmet Sachsen-Coburg.

## Seværdigheder
- Schloss Ahorn i Renaissancestil med runde hjørnetårne. Slottet er privat, og kan ikkke besøges.
- Slotskirken
- Schloss Hohenstein i landsbyen Hohenstein

- Wikimedia Commons har flere filer relateret til Ahorn (bei Coburg)